# Masanori Inoue
Masanori Inoue (jap. 井上 将憲, Inoue Masanori; * 1. Mai 1972 in Yachiyo) ist ein früherer japanischer Bobfahrer und Skeletonpilot.
Masanori Inoue startete für die Oberschule Urayasu der Tōkai-Universität, zwischenzeitlich auch für die Juntendo-Universität und den Sportartikelhersteller Mizuno. Er war zunächst Bobfahrer. In dieser Sportart feierte er seine größten Erfolge als Teilnehmer an Olympischen Winterspielen. 1998 fuhr er im heimischen Nagano mit Hiroshi Suzuki im Zweierbob auf den 19. Rang und im Viererbob mit Naomi Takewaki, Hiroaki Ōishi und Takashi Ōhori auf den 15. Platz. Auch 2002 in Salt Lake City trat er in beiden Bobklassen an. Im kleinen Schlitten fuhr er erneut mit Hiroshi Suzuki und wurde 21. Im Viererbob wurde Inoue gemeinsam mit Suzuki sowie Shinji Miura und Shinji Doigawa 20.
Inoue begann 2002 mit dem Skeletonsport und gehörte seit 2003 dem japanischen Nationalkader an. Im Dezember 2003 bestritt er in Calgary sein erstes Rennen im Rahmen des Skeleton-America’s-Cup, in dem er 28. wurde. Es sollte sein zweitschlechtestes Ergebnis in der Rennserie bleiben, in der er bis 2005 ausschließlich international fuhr. Im Januar 2005 erreichte der Japaner in Lake Placid als Zehntplatzierter sein erstes Top-Ten-Resultat. Im November konnte er an selber Stelle mit zwei sechsten Plätzen seine besten Ergebnisse in der Rennserie erreichen. Anfang 2006 nahm er für zwei Rennen am Skeleton-Europacup teil. Das erste Rennen beendete er im Januar in St. Moritz als 13. Das folgende Rennen in Winterberg wurde mit Rang zwei Inoues größter internationaler Erfolg. Zur Saison 2006/07 trat der Japaner zunächst wieder im America’s Cup an und erreichte mehrere gute Ergebnisse. Daraufhin konnte er im Dezember in Park City erstmals im Skeleton-Weltcup starten und wurde 27. Das folgende Rennen in Lake Placid, in dem Inoue sich um einen Rang verbessern konnte, war zugleich das letzte internationale Rennen des Japaners.